# Туховский, Владимир Дмитриевич
Владимир Дмитриевич Туховский (укр. Володимир Дмитрович Туховський; род. 19 сентября 1949, Хотин, Черновицкая область) — советский футболист, защитник. Позже — футбольный судья и тренер. Мастер спорта СССР по футболу. Провёл более двухсот матчей за симферопольскую «Таврию». Судья всесоюзной категории (30.01.1991).

## Карьера футболиста
Когда его призвали в армию, он попал московскую спортивную роту. Команда представляла гарнизон в чемпионате Москвы. Там его увидели представители столичного «Динамо» и пригласили тренироваться вместе с командой. Владимир занимался вместе с Львом Яшином и Анатолием Кожемякиным. В итоге он вернулся в родной Хотин, где стал играть команду района в чемпионате Черновицкой области. Позже его пригласили в черновицкую «Буковину» из Второй лиги СССР. В команде он стал игроком основного состава, а спустя год — капитаном. Во время выступления за «Буковину» на него огромное влияние оказал второй тренер команды Михаил Мельник.
В 1974 году перешёл в симферопольскую «Таврию», которая вышла в Первую лигу. По словам самого Туховского он также мог перейти в донецкий «Шахтёр», днепропетровский «Днепр» и львовские «Карпаты». Его переходом занимался администратор крымчан Владимир Стахеев. Перейдя в «Таврию» он поступил в Крымский государственный педагогический институт им. М. В. Фрунзе. Приняв участие в двух играх турнира дублёров, главный тренер «Таврии» Сергей Шапошников принял решение оставить Владимира в стане команды.
В 1974 году «Таврия» обыграла в финале Кубка Украинской ССР житомирский «Автомобилист» (4:1). Сезон 1977 года завершился для его команды бронзовыми наградами Первой лиги. В 1978 году главный тренер Сергей Шапошников покинул команду, а начальник команды Анатолий Заяев и тренер Вадим Иванов перестали ставить Владимира в основной состав. Затем он написал заявление об уходе из команды.
В 1979 году являлся игроком харьковского «Металлиста» из Первой лиги, где стал футболистом основы. Затем, в течение двух лет играл в Польше за советскую группу войск. Благодаря начальнику команды Анатолию Глухоедову в 1982 году вернулся в Симферополь, где провёл ещё три сезона.
Туховский является рекордсменом «Таврии» по количеству матчей в Первой лиге СССР — более двухсот встреч. В 2010 году сайт Football.ua включил его в список 50 лучших игроков «Таврии», где он занял 25 место, а в 2013 году журналист Гарринальд Немировский включил его в символическую сборную «Таврии» второго десятилетия существования клуба

## Тренерская и судейская карьера
По окончании карьеры футболиста начал работать в детско-юношеской футбольной школе и параллельно начал заниматься судейством. Вначале обслуживал игры чемпионата Симферополя и Крыма. Затем были чемпионат Украины среди коллективов физкультуры, Вторая, Первая лига и Высшая лига СССР. Вместе с арбитром Георгием Ильяковым был единственным арбитром с всесоюзной категорией из Крыма. Обслуживал игры Второй, Первой и Высшей лиги Украины, являясь арбитром национальной категории. В 1992 году судил матч за третье место чемпионата Украины между днепропетровским «Днепром» и донецким «Шахтёром».
Игра 1 ноября 1992, «Верес» — «Волынь», завершилась тремя красными карточки игрокам со стороны Туховского. В матче чемпионата Украины 19 сентября 1996 года, когда запорожское «Торпедо» принимало киевское «Динамо», Туховский впервые в истории Высшей лиги Украины заменил судью. Тогда он сменил Игоря Хиблина. Также работал в качестве бокового судьи. Завершил карьеру арбитра в 48 лет.
Работая детским тренером, вместе с Леонидом Черновым воспитывал футболистов 1976 года, среди его воспитанников были Сергей Величко, Сергей Ветреников, Юрий Донюшкин, Алексей Осипов, Алексей Храмцов, Владимир Мартынов. Туховский тогда являлся завучем детской спортивной школы. Летом 1999 года вошёл в тренерский штаб «Таврии» под руководством Анатолия Коробочки. Проработал там в течение полугода.
Также занимался инспектированием матчей чемпионатов Украины, являлся вице-президентом федерации мини-футбола Крыма. Помогал в становлении крымских судей, среди которых Юрий Вакс и Анатолий Жабченко. Являлся вице-президентом Ассоциации футбольный арбитров Украины. В 2006 году вошёл в главную судейскую коллегию чемпионата Крыма. В декабре 2013 года стал учредителем общественной организации «Крымская республиканская федерация футзала». Также входил в комитет развития футбола в регионах Крыма. Был кандидатом на должность председателя Республиканской федерации футбола Крыма в марте 2016 года. Является председателем Комитета арбитров Крыма.
С 1998 года занимается частным предпринимательством, являясь перевозчиком.

## Достижения
- Бронзовый призёр Первой лиги СССР (1): 1977
- Обладатель Кубка Украинской ССР (1): 1974

## Стиль игры
Туховский играл на позиции защитника. Во время игры в «Буковине» он являлся центральным защитником, а в «Таврии» — задним защитником. Мог сыграть на позициях «либеро» и «стоппер», а также на краю оборонительной линии. За свою неуступчивость во время борьбы получил прозвище «Пиночет». Журналист Гарринальд Немировский отмечал «жёсткость» Туховского в игре, удачные действия в единоборствах, высокую скорость и игру головой. Партнёр по команде Анатолий Коробочка вспоминал, что в одном из матчей с «Кайратом» Туховский совершил подкат против нападающего Анатолия Ионкина, после чего тот просил главного тренера Всеволода Боброва не выпускать его на поле.

## Личная жизнь
Жена — Анна и две дочери — Екатерина и Оксана. Вероисповедание — православие.

## Статистика
| Сезон | Клуб      | Лига        | Чемпионат | Чемпионат | Кубок | Кубок |
| Сезон | Клуб      | Лига        | Игры      | Голы      | Игры  | Голы  |
| ----- | --------- | ----------- | --------- | --------- | ----- | ----- |
| 1974  | Таврия    | Первая лига | 14        | 0         |       |       |
| 1975  | Таврия    | Первая лига | 28        | 0         |       |       |
| 1976  | Таврия    | Первая лига | 34        | 0         | 3     | 0     |
| 1977  | Таврия    | Первая лига | 38        | 3         | 1     | 0     |
| 1978  | Таврия    | Первая лига | 28        | 2         | 2     | 0     |
| 1979  | Металлист | Первая лига | 46        | 2         | 4     | 1     |
| 1982  | Таврия    | Первая лига | 33        | 1         | 7     | 0     |
| 1983  | Таврия    | Первая лига | 31        | 1         |       |       |
| 1984  | Таврия    | Первая лига | 27        | 0         | 2     | 0     |

Источники:
- Статистика — Профиль на сайте FootballFacts.ru